# C. G. Finch-Davies
Claude Gibney Finch-Davies (24 mai 1875 - 4 août 1920) est un soldat, ornithologue et artiste britannique qui a produit une série de peintures d'oiseaux d'Afrique du Sud dans la première partie du XXe siècle.